# Nyerő
Nyerő (Nerău), település Romániában, a Bánságban, Temes megyében.

## Fekvése
Nagyszentmiklóstól délnyugatra, Máriafölde északnyugati szomszédjában fekvő település.

## Története
Nyerő, azelőtt Dugoszelló a 16. században keletkezett, magyar lakosságú falu volt, és ekkor Hosszúfalu néven említették.
A török hódoltság alatt szerbek költöztek ide, a kik a falut Dugoszelló és Dugoszelistye-nek nevezték el.
1582-ben 6 szerb juhász lakta. 1647-ben is lakott hely volt, és birtokosa Nádudvari István borosjenei vitéz volt.
A 18. század elején már csak puszta volt, melyet a csanádi püspök is pusztaként vett fel 1701 július 20-án, birtoklajstromába.
1748-ban a temesvári igazgatóság adta bérbe Malenicza Josephovics temesvári szerb bírónak hat évre.
1764 körül Arad vármegyéből, a Lippa melletti Neroról románok költöztek ide, akik a községet is Neronak vagy Nyerocsnak nevezték el s ennek magyarosított alakja a mai Nyerő.
1785-ben a románok mellé a környékbeli falvakból németek is költöztek ide.
II. József uralkodása alatt, a kincstári birtokok elárverezésekor, Alvinczy József tábornok vásárolta meg, majd a 19. század első felében a gróf Gyulai család lett a földesura.

## Nevezetességek
- Görög keleti temploma 1810-ben épült.
- Római katolikus temploma 1871-ben épült - Szent József tiszteletére szentelték fel.

## Hivatkozások

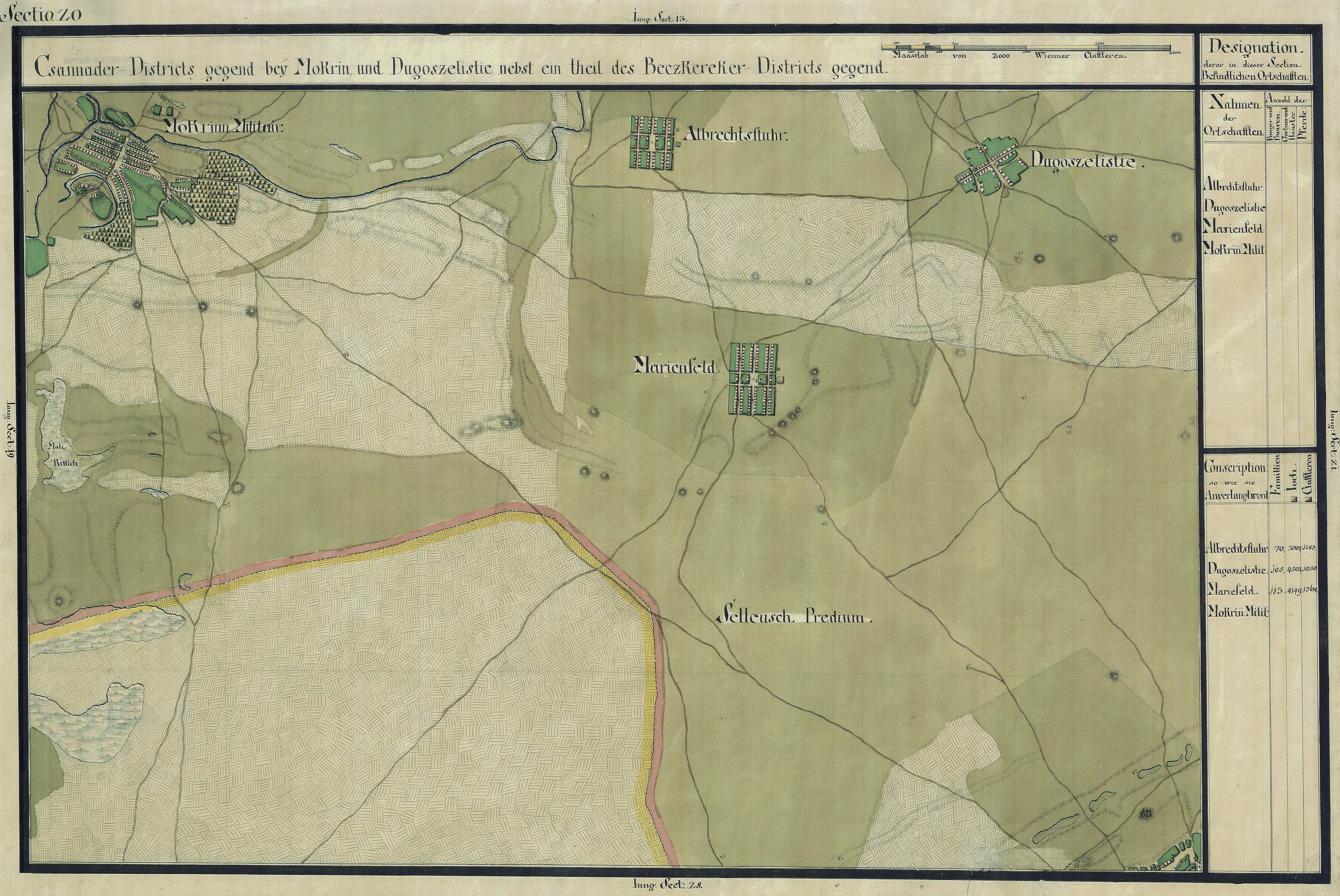
Nyerő (Dugoszelistie) egy régi 1700-as évekből való térképen